# Simulium tenuipes
Simulium tenuipes är en tvåvingeart som beskrevs av Frederick Knab 1914. Simulium tenuipes ingår i släktet Simulium och familjen knott. Inga underarter finns listade i Catalogue of Life.